# Куп СФР Југославије у рагбију 1969.
Куп СФР Југославије у рагбију 1969. је било 10. издање Купа комунистичке Југославије у рагбију. Играло се по правилима рагбија 15. 
Трофеј је освојила Нада.
Финале
| Рагби клуб Нада Сплит | 16 – 9 | Бродарац Београд |
| --------------------- | ------ | ---------------- |
|                       |        |                  |

| Освајач купа Југославије у рагбију 1969. |
| ---------------------------------------- |
| Рагби клуб Нада Сплит 3. трофеј          |